# Stary Olkusz
Stary Olkusz – część miasta Olkusza (SIMC 0941949), w województwie małopolskim, w powiecie olkuskim. Do 1973 część wsi Pomorzany.
Leży w zachodniej części miasta, głównie wzdłuż ulicy Stary Olkusz, przy wylocie na Bolesław.
Stary Olkusz stanowił do 1954 część gromady Pomorzany w gminie Rabsztyn w powiecie olkuskim, początkowo w województwie kieleckim, a od 18 sierpnia 1945 w  województwie krakowskim. Po wojnie nadal w gromadzie Pomorzany, jednej z 14 gromad gminy Rabsztyn.
W związku z reformą znoszącą gminy jesienią 1954 roku, Stary Olkusz wszedł w skład gromady Pomorzany, a po jej zniesieniu 1 stycznia 1969 – do gromady Bolesław.
1 stycznia 1973, w związku z kolejną reformą znoszącą gromady, Stary Olkusz włączono do Olkusza.